# Elitserien i handboll för damer 2002/2003
Elitserien i handboll för damer 2002/2003 spelades som grundserie 14 september 2002-6 januari 2003 och vanns av IK Sävehof, och som fortsättningsserie 18 januari-19 mars 2003, vilken vanns av Skuru IK. Team Eslövs IK vann sedan det svenska mästerskapet efter slutspel.

## Sluttabell[1]

### Grundserien
| Nr | Lag                   | Matcher | Vinst | Oavgjort | Förlust | +/-     | Poäng |
| -- | --------------------- | ------- | ----- | -------- | ------- | ------- | ----- |
| 1  | IK Sävehof            | 16      | 14    | 0        | 2       | 445-334 | 28    |
| 2  | Skövde HF             | 16      | 13    | 1        | 2       | 413-289 | 27    |
| 3  | Team Eslövs IK        | 16      | 11    | 1        | 4       | 446-328 | 23    |
| 4  | Skuru IK              | 16      | 11    | 0        | 5       | 415-317 | 22    |
| 5  | Stockholmspolisens IF | 16      | 10    | 0        | 6       | 350-317 | 20    |
| 6  | Irsta Västerås        | 16      | 9     | 0        | 7       | 358-365 | 18    |
| 7  | Önnereds HK           | 16      | 8     | 0        | 8       | 349-368 | 16    |
| 8  | Skånela IF            | 16      | 7     | 1        | 8       | 310-359 | 15    |
| 9  | Kvinnliga IK Sport    | 16      | 5     | 1        | 10      | 334-365 | 11    |
| 10 | Spårvägens HF         | 16      | 3     | 1        | 12      | 306-375 | 7     |
| 11 | IF Hallby             | 16      | 2     | 1        | 13      | 297-410 | 5     |
| 12 | Sävsjö HK             | 16      | 0     | 0        | 16      | 272-468 | 0     |

### Fortsättningsserien
| Nr | Lag                   | Matcher | Vinst | Oavgjort | Förlust | +/-     | Poäng |
| -- | --------------------- | ------- | ----- | -------- | ------- | ------- | ----- |
| 1  | Skuru IK              | 30      | 24    | 0        | 6       | 777-597 | 48    |
| 2  | Team Eslövs IK        | 30      | 21    | 2        | 7       | 788-628 | 44    |
| 3  | Skövde HF             | 30      | 21    | 1        | 8       | 738-580 | 43    |
| 4  | IK Sävehof            | 30      | 21    | 1        | 8       | 801-650 | 43    |
| 5  | Irsta Västerås        | 30      | 14    | 0        | 6       | 671-702 | 28    |
| 6  | Stockholmspolisens IF | 30      | 13    | 0        | 7       | 631-656 | 26    |
| 7  | Önnereds HK           | 30      | 13    | 0        | 7       | 656-727 | 26    |
| 8  | Skånela IF            | 30      | 11    | 1        | 18      | 573-686 | 23    |

## Slutspel om svenska mästerskapet

### Åttondelsfinaler: bäst av två
- 31 mars 2003: Skånela IF-Spårvägens HF 20-20
- 31 mars 2003: Kvinnliga IK Sport-Önnereds HK 17-22
- 2 april 2003: Spårvägens HF-Skånela IF 14-20 (Skånela IF vidare)
- 2 april 2003: Önnereds HK-Kvinnliga IK Sport 24-21 (Önnereds HK vidare)

### Kvartsfinaler: bäst av tre
- 4 april 2003: Skånela IF-Skuru IK 23-32
- 4 april 2003: Önnereds HK-Team Eslövs IK 22-37
- 4 april 2003: Stockholmspolisens IF-Skövde HF 19-22
- 4 april 2003: Irsta Västerås-IK Sävehof 23-25

- 6 april 2003: Team Eslövs IK-Önnereds HK 35-16 (Team Eslövs IK vidare med 2-0 i matcher)
- 6 april 2003: Skövde HF-Stockholmspolisens IF 25-17 (Skövde HF vidare med 2-0 i matcher)
- 6 april 2003: IK Sävehof-Irsta Västerås 29-28 (IK Sävehof vidare med 2-0 i matcher)
- 7 april 2003: Skånela IF-Skuru IK 35-23 (Skånela IF vidare med 2-0 i matcher)

### Semifinaler: bäst av tre
- 11 april 2003: Skuru IK-IK Sävehof 33-21
- 11 april 2003: Team Eslövs IK-Skövde HF 20-23

- 13 april 2003: IK Sävehof-Skuru IK 25-24
- 13 april 2003: Skövde HF-Team Eslövs IK 18-22

- 15 april 2003: Team Eslövs IK-Skövde HF 23-15 (Team Eslövs IK vidare med 2-1 i matcher)
- 15 april 2003: Skuru IK-IK Sävehof 31-20 (Skuru IK vidare med 2-1 i matcher)

### Finaler: bäst av fem
- 24 april 2003: Skuru IK-Team Eslövs IK 28-30
- 26 april 2003: Team Eslövs IK-Skuru IK 32-30
- 1 maj 2003: Skuru IK-Team Eslövs IK 25-32 (Team Eslövs IK svenska mästarinnor med 3-0 i matcher)

## Skytteligan
- Karin Nilsson, Skånela IF - 26 matcher, 178 mål[2]

### Fotnoter
1. ↑   Handbollboken 2003-2004. 2003. sid. 176
2. ↑  ”Skyttedrottningar 1984–2012”. Svenska Handbollsförbundet. 2011 – 2012. Arkiverad från originalet den 21 april 2013. https://web.archive.org/web/20130421230635/http://www.svenskhandboll.se/ImageVaultFiles/id_2945/cf_31/Elit_Damer_Skyttedrottningar.PDF. Läst 29 juni 2014.